# Chăm sóc trẻ em
Chăm sóc trẻ em là hoạt động nuôi dưỡng, giáo dục, theo dõi quá trình phát triển của trẻ nhỏ.
Trẻ nhỏ từ khi mới lọt lòng mẹ cần sự chăm sóc về dinh dưỡng cũng như giáo dục về tinh thần. Trong nhiều xã hội hiện đại, công việc này được chia sẻ cho cả cha và mẹ đứa bé. Một số gia đình có thêm người giúp đỡ cho việc này, thường gọi là vú em. Ở nhiều xã hội, các thành viên khác của gia đình, như ông bà, cũng tham gia việc chăm sóc trẻ. Trẻ nhỏ sau độ tuổi 12 tháng ở nhiều quốc gia có thể đến trường mẫu giáo để nhận được sự chăm sóc, giúp cha mẹ của chúng có thời gian hoạt động xã hội. Từ sau 6 năm tuổi, nhiều quốc gia quy định trẻ phải bắt buộc đến trường tiểu học.
Trong trường hợp cha mẹ của trẻ bị mất tích hay chết, hoặc không đủ khả năng chăm sóc trẻ, trẻ có thể nhận được sự trợ giúp của cộng đồng, ví dụ như trường trẻ em mồ côi.
Việc thuê vú em để giúp chăm sóc trẻ nhỏ là một chủ đề có thể gây tranh cãi. Một số nghiên cứu cho thấy việc trẻ em nhận được sự chăm sóc liên tục của cha mẹ từ khi lọt lòng, đặc biệt là trong giáo dục, đạo đức, kỷ luật và giao tiếp xã hội sẽ làm tăng cơ hội giúp trẻ được phát triển hết tiềm năng.
Đa số các quốc gia có luật lệ liên quan đến bảo vệ trẻ em (và bà mẹ), ngăn chặn việc lạm dụng trẻ em.

## Chăm sóc trẻ dưới 1 tuổi
Trẻ dưới 1 tuổi cần được quan tâm chăm sóc đặc biệt về dinh dưỡng.

### Dinh dưỡng
Nhiều nghiên cứu cho thấy sữa mẹ là thức ăn tốt nhất dành cho trẻ sơ sinh và trẻ còn ẵm ngửa. Các chế độ ăn cho trẻ sơ sinh và trẻ còn ẵm ngửa thường được xây dựng với thực đơn chính là sữa mẹ.
Một chế độ nuôi dưỡng có thể được áp dụng là
- Sau khi trẻ đã được cắt rốn chừng 30 phút: bú sữa mẹ. Sữa mẹ lúc này còn được gọi là sữa non; nó có chứa các kháng thể của mẹ ít có ở các sữa sau này; có tác dụng giúp trẻ chống đỡ tốt hơn các nguồn bệnh.
- Trong 4 tháng đầu: bú sữa mẹ. Việc cho trẻ uống nước chỉ áp dụng khi trẻ bị bệnh cần bổ sung nước như ỉa chảy. Trong trường hợp mẹ thiếu sữa, các sản phẩm sữa trẻ em đảm bảo chất lượng có thể dùng thay thế. Thời gian này, trẻ chưa ăn bột hoặc cháo.

Có nguồn cho biết tại các vùng nông thôn Việt Nam, trẻ dưới 4 tháng tuổi vẫn uống nước thường xuyên, ăn bột sớm, thậm chí ngay từ tháng đầu. Bột có thể làm quá tải bộ máy tiêu hóa chưa hoàn thiện của trẻ; còn nước không đảm bảo vệ sinh sẽ mang bệnh đến cho trẻ. Các nghiên cứu và quan sát thực nghiệm cho thấy trong sữa mẹ đã có đủ nước cho trẻ rồi.

### Cai sữa cho trẻ
Trẻ em từ 0 đến 6 tháng tuổi được khuyên nên bú hoàn toàn bằng sữa mẹ. Từ tháng thứ 6 trở đi, có thể bắt đầu cho trẻ ăn dặm, kèm theo bú sữa mẹ kết hợp sữa bình. Thức ăn dặm cho trẻ thường được điều chỉnh, thay đổi thường xuyên nhằm giúp trẻ đỡ ngán và cung cấp nguồn dinh dưỡng hợp lý cho trẻ. Nhưng trẻ em khi đã đến độ tuổi thích hợp cần được tiến hành cai sữa, điều này tốt cho sự phát triển của bé và cả người mẹ. Mỗi người làm cha mẹ khi tiến hành cai sữa cho con, cần trang bị đủ kiến thức, học hỏi kinh nghiệm cũng như tâm lý sẵn sàng để giúp trẻ cai sữa thành công.